# 博伊德陡崖
博伊德陡崖（英語：Boyd Escarpment）是南極洲的陡崖，位於伊利沙伯女皇地，屬於彭薩科拉山脈中杜費克山的一部分，以冰川學家命名，現時由南極條約體系管理。